# 萊瑤斯

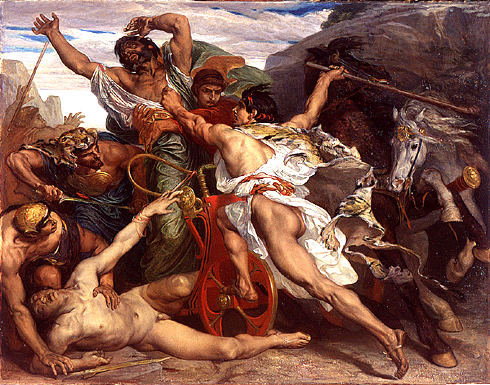
萊瑤斯被兒子伊底帕斯殺死

萊瑤斯（希臘語：Λάϊος），希臘神話中的底比斯國王。

## 簡介
萊瑤斯與王后柔卡絲塔生下一子，狄菲神殿的神諭表示此子將弒父娶母。萊瑤斯為破除預言，將嬰孩綁住雙腳丟在荒山野嶺，但其子沒死並且被科林斯國王波利布斯收養，取名為伊底帕斯。不知自己身世的伊底帕斯長大後，在神廟得到自己將要弒父的預言，未免波利布斯遇害，伊底帕斯離開科林斯流浪，在前往狄菲神殿的三叉路口處巧遇生父萊瑤斯，雙方起了衝突，伊底帕斯殺死萊瑤斯及其四名隨從，只有一名萊瑤斯的隨從活著回鄉報信。